# Flosculomyces trilobatus
Flosculomyces trilobatus är en svampart som beskrevs av Onofri 1984. Flosculomyces trilobatus ingår i släktet Flosculomyces, divisionen sporsäcksvampar och riket svampar.   Inga underarter finns listade i Catalogue of Life.